# Неверов, Олег Яковлевич
Олег Яковлевич Неверов (19 января 1934, Ораниенбаум — 1 января 2014, Псковская область) — советский российский историк-антиковед и искусствовед, кандидат исторических наук, старший научный сотрудник и хранитель коллекции античных резных камней Государственного Эрмитажа, специалист по истории античного искусства.

## Биография
Олег Яковлевич Неверов родился в Ораниенбауме. В 1960 году поступил на исторический факультет Ленинградского государственного университета. Специализировался по кафедре истории искусства. В 1962—1965 годах одновременно работал фотолаборантом на кафедре. После университета в 1965—1968 годах учился в аспирантуре при Гос. Эрмитаже (специальность «История искусства античного мира»).
В 1968 году стал научным сотрудником отдела античного искусства и хранителем коллекции античных резных камней Эрмитажа. По словам научного сотрудника Эрмитажа Е. Н. Дмитриевой: «…с приходом в Отдел античного мира Олега Яковлевича Неверова (1934—2014) начинается новая страница в исследовании античных резных камней в Эрмитаже… Изучение их не только возобновилось, но было поднято на мировой уровень». В 1969 году защитил кандидатскую диссертацию «Портрет в римской глиптике I в. до н. э. и его роль в формировании и утверждении принципата».
В ЛГУ читал спецкурс «История античного искусства».
Член-корреспондент Немецкого археологического института.
Член редколлегий журналов «History of collecting» (Оксфорд), «Jewelry» (Лондон).

## Научная деятельность
Основные области научных интересов — история античного искусства, портрет в античном искусстве, античные резные камни.
Работы 60-х годов, в том числе и кандидатская диссертация были посвящены исследованию античной керамике, впоследствии Неверов активно исследовал резные камни античности. «Слова „Неверов — глиптика — Эрмитаж“ составляют теперь неразрывное целое», — пишет о нем коллега по Отделу античного мира Эрмитажа Ю. И. Ильина.
Изучение музейной «биографии» эрмитажных коллекций является одной из ведущих тем в научном поиске О. Я. Неверова. В 70-80-е годы им были написаны книги и статьи по истории античных собраний И. И. Винкельмана, Генриха Шлимана, Джона Лайд Брауна, Д. П. Татищева, семьи Хитрово, работы, посвященные северо-причерноморской части эрмитажной коллекции глиптики.
Работы, посвященные античным резным камням, составляют значительную часть научного наследия исследователя. Монография «Геммы античного мира» (1982) рассматривает эволюцию античной глиптики от гемм крито-микенской эпохи до эллинизма, уделяя внимание этрусскому искусству, северо-причерноморским памятникам, магическим амулетам гностиков.
Атрибуция группы северо-причерноморских гемм мастерской резчика Дексамена Хиосского классической эпохи, проведенная Неверовым, является важным вкладом в античное искусствоведение. Соотнесение было выполнено на базе четырех подписных инталий (две из Эрмитажа) на основе анализа манеры исполнения и стиля мастера.

## Основные работы
- Античные резные камни. Краткий путеводитель по выставке. Л.: Аврора, 1970. 19, [1] с.
- Античные камеи в собрании Государственного Эрмитажа: [Каталог]. Л.: Аврора, 1971. 95 с.
- Римские портретные геммы времени гражданской войны I в. до н. э. в собрании Эрмитажа // Сообщения Гос. Эрмитажа. 1971. Вып. 32.
- Античные инталии в собрании Эрмитажа. Л.: Аврора, 1976. 111 с.
- Камея Гонзага: Из истории глиптики. Л.: Аврора , 1977. 32 с.
- Античные перстни (VI в. до н. э. — IV в.). Л., 1978.
- Gems in the Collection of Rubens // The Burlington Magazine. 1979. Vol. 121. P. 424—432.
- Культура и искусство античного мира: Очерк-путеводитель. Л.: Искусство, 1981. 187 с.
- Судьба петровской реликвии // Сообщения Гос. Эрмитажа. 1982. Вып. 47.
- Геммы античного мира. М.: Наука, 1983. 144 с.
- The Lyde Browne Collection and the History of Ancient Sculpture in the Hermitage Museum // American Journal of Archeology. 1984. Vol. 88. № 1. P. 33-42.
- «His Majesty’s cabinet» and Peter I’ Kunstkammer // The Origins of Museums: The Cabinet of Curiosities in Sixteenth- and Seventeenth-Century Europe / Ed. By O. Impey and A. MacGregor. Oxford, 1985. P. 54-61.
- Античные камеи в собрании Государственного Эрмитажа. Каталогоду Л.: Искусство, 1988. 191 с.
- Геммы из собрания Е. Р. Дашковой // История Эрмитажа и его коллекций. Л., 1989. С. 44-48.
- Собрание редкостей петровской Кунсткамеры // Из коллекции петровской Кунсткамеры. СПб.: Гос. Эрмитаж, 1992. 35 с.
- Gemmen aus der Sammlung von Zinaida A. Wolkonskaja // Jahrbuch der Berliner Museen. 1994. Bd. 36. S. 23-32.
- Античные камеи. СПб.: Искусство-СПб, 1994. 278, [2] с.
- Эрмитаж. Собрания и собиратели. Альбом. СПб., 1997 (в соавт. с М. Б. Пиотровским)
- Catherine the Great: Public and Private collector // The British art Journal. 2000. Vol. 2. № 2. P. 121—126.
- Эрмитаж: великие коллекции Великого музея. Альбом. СПб., 2003. (в соавт. с М. Б. Пиотровским).
- Любовные позиции эпохи Возрождения. Альбом. СПб.: Продолжение жизни, 2002. 125, [2] с.
- Частные коллекции Российской империи. Альбом. М., 2004.
- Grandes collections de la Russie impériale / O. Neverov, E. Ducamp; avant-propos: M. Piotrovsky; préf.: S.A. N. Romanov. Paris: Flammarion, 2004. 255 с.
- Любовные сюжеты в искусстве Запада и Востока. Альбом. СПб., 2006.
- Архивы столицы древней Армении — Арташата. Ереван, 2008. (в соавт. с Ж. Хачатряном).
- Эрмитаж: от века Просвещения до наших дней. Альбом. СПб., 2010. (в соавт. с Д. П. Алексинским).
- Эрмитаж. 250 шедевров / под ред. М. Б. Пиотровского. СПб.: Арка, 2018. 287 с. (в соавт. с Д. П. Алексинским).